# شهرستان کاس (مینه‌سوتا)
شهرستان کاس، مینه‌سوتا (به انگلیسی: Cass County, Minnesota) شهرستانی در ایالات متحده آمریکا است که در مینه‌سوتا واقع شده‌است.